# Тасманийские языки

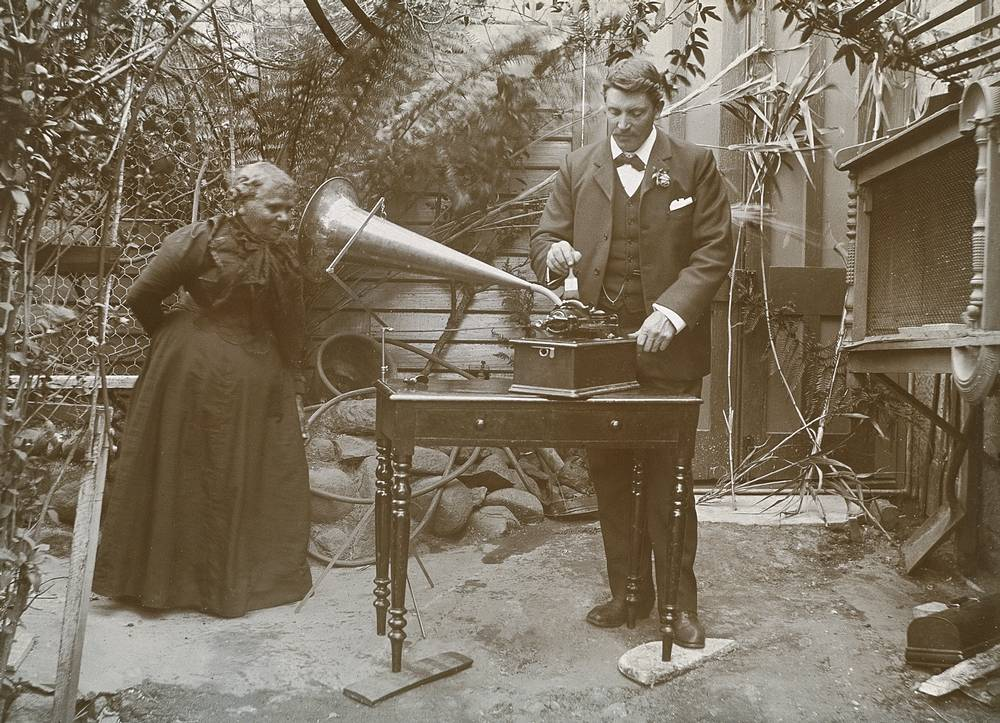
Запись речи последнего носителя тасманийского языка с помощью фонографа

Тасмани́йские языки́ — языки коренного населения острова Тасмания, окончательно вымершие 24 февраля 1905 года со смертью последней известной носительницы — Фанни Кокрейн Смит. 
Информации о лексике и грамматике этих языков почти не имеется. Их родство с австралийскими языками или какими-либо другими не установлено.

## Сохранившиеся данные
Тасманийские языки засвидетельствованы в трёх десятках списков слов, записанных исследователями. Фанни Кокрейн Смит записала несколько песен аборигенов на восковые цилиндры. Это единственные существующие аудиозаписи тасманийских языков. Сохранились отдельные заметки об этих языках, в основном списки слов. Названия языков (лингвонимы) неизвестны.
В 1990-е годы Центр аборигенов Тасмании начал работу по созданию искусственного тасманийского языка на основе всех сохранившихся обрывочных сведений, получившего название палава-кани («речь аборигенов»).

## Классификация

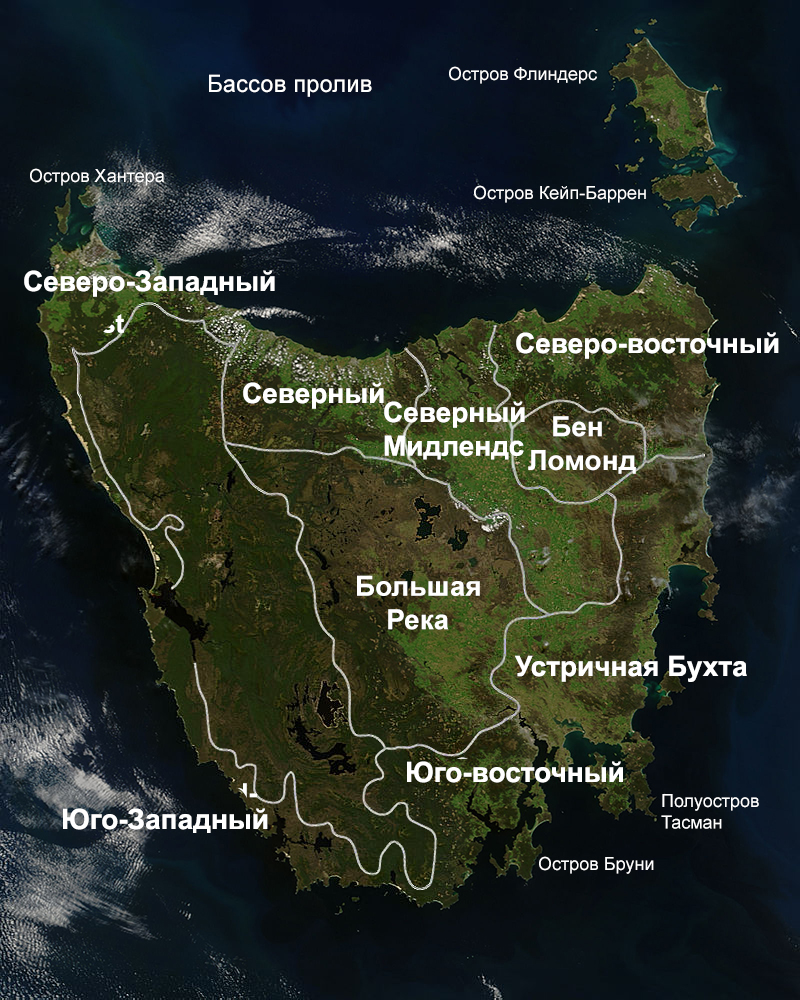
Примерное расположение тасманийских племён до появления европейцев

Вильгельм Шмидт предполагал существование пяти тасманийских языков, другие исследователи говорят либо о шести, либо о четырёх языках. Предполагается деление на западные и восточные тасманийские языки. Существует также деление тасманийских языков на северный и южный, последний — с диалектами западным, северо-восточным, средне-восточным, юго-восточным (всего пять наречий).

## Внешние связи
Информации об этих языках сохранилось очень мало, поэтому трудно однозначно установить их генетические связи с другими языковыми семьями. Высказывались предположения о том, что они связаны с языками австралийских аборигенов. Эти предположения строились на основе некоторых типологических и лингвистических соответствий. Джозеф Гринберг предположил связь тасманийских языков с папуасскими и андаманскими, включая их в индо-тихоокеанскую гиперсемью. Австралийские языки в это объединение не включались. Эта гипотеза не получила широкой поддержки среди лингвистов.